# Station Rydułtowy
Station Rydułtowy is een spoorwegstation in de Poolse plaats Rydułtowy.